# Chbany
Chbany es una localidad del distrito de Chomutov en la región de Ústí nad Labem, República Checa, con una población estimada a principio del año 2018 de 609 habitantes. 
Se encuentra ubicada al noroeste de la región, en la ladera sur de los montes Metálicos, cerca del río Ohře —un afluente izquierdo del río Elba—, de la región de Karlovy Vary y del estado alemán de Sajonia.